# Eidgenössische Alkoholverwaltung

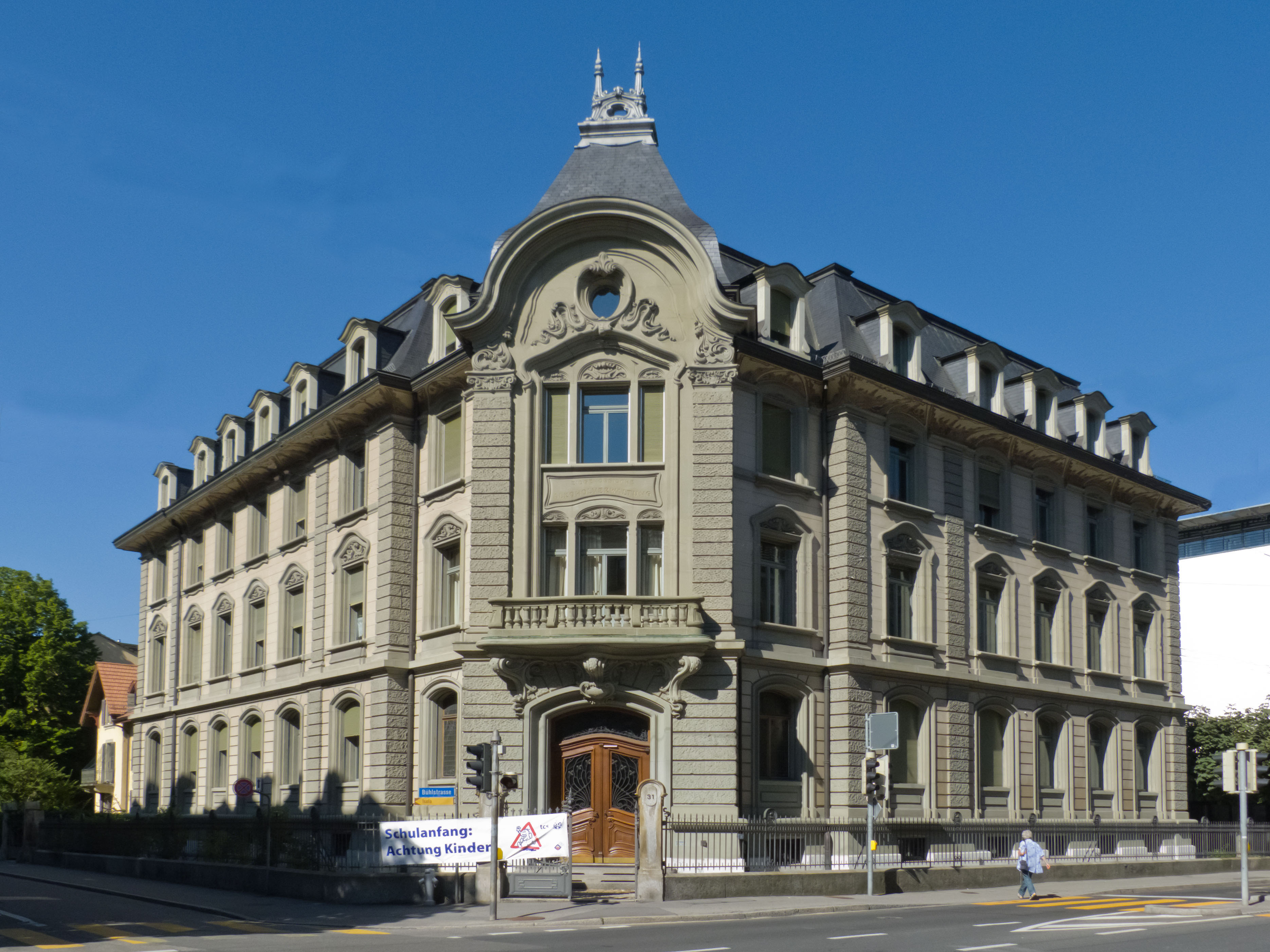
Eidgenössische Alkoholverwaltung in Bern, Sitz bis 2018

Die Eidgenössische Alkoholverwaltung (EAV) war eine Bundesbehörde der Schweizerischen Eidgenossenschaft.
Die EAV war bis Ende 2017 zuständig für den Vollzug der schweizerischen Alkoholgesetzgebung. Dieses regelte die Produktion und den Import von Spirituosen und Ethanol, den Handel von sowie die Werbung für Spirituosen. Ziel dieser Gesetzgebung ist der Gesundheitsschutz (Art. 105 der Bundesverfassung). Nicht zum Anwendungsbereich der Alkoholgesetzgebung gehören gegorene alkoholische Getränke wie Bier und Wein.

## Zweck und Aufgaben
Die EAV nahm die Aufgaben im Bereich der Bundesmonopole auf die Herstellung von Spirituosen sowie auf die Herstellung und den Import von Ethanol wahr. Mit ihren Partnern in den Kantonen sorgte sie für die Einhaltung der für Spirituosen geltenden Werbe- und Handelsbestimmungen.
Der jährliche Reingewinn von ca. 260 Millionen Franken floss zu 90 % in die Finanzierung der AHV/IV und zu 10 % in Präventionsprojekte ein (der sogenannte Alkoholzehntel).

### Besteuerung
Die zentrale Aufgabe der EAV war die Erhebung der Verbrauchssteuer von 29 Franken pro Liter reinen Alkohols auf Spirituosen. Hierzu überwachte sie die konsequente Markttrennung zwischen Spirituosen bzw. Ethanol zu Konsumzwecken und Ethanol zu industriellen Zwecken, welches von der Steuer befreit ist.

### Werbebestimmungen
Die EAV sorgte für die Einhaltung der im Alkoholgesetz vorgeschriebenen Werbevorschriften für Spirituosen, die nur produktbezogene Werbung zulassen. Die Darstellung eines Lebensstils in Zusammenhang mit Spirituosen ist nicht erlaubt.
Sie legte dabei einen hohen Wert auf Beratung. Auf dem eigens dafür entwickelten Webportal konnten Werbeentwürfe vor ihrer Publikation auf ihre Übereinstimmung mit dem Gesetz kostenlos überprüft werden.

### Handelsvorschriften
Für den Grosshandel erteilte die EAV Bewilligungen. Für den Verkauf und den Ausschank von Spirituosen an Endkunden muss eine kantonale Kleinhandelsbewilligung beantragt werden.
Die Kantone sind für den Vollzug der Handelsvorschriften (z. B. Verbot von Happy-Hour-Angeboten) zuständig. Die EAV stand ihnen dabei beratend zur Seite.

### Jugendschutz
Die Bestimmungen zum Jugendschutz sind im Alkohol- und Lebensmittelgesetz verankert. Die Abgabe von Spirituosen an Jugendliche unter 18 Jahren ist verboten sowie die Abgabe von Wein und Bier an Kinder unter 16 Jahren.
Die Kantone dürfen auch strengere Gesetze anwenden – so werden z. B. im Kanton Tessin an unter 18-Jährige überhaupt keine alkoholischen Getränke verkauft.
An Verkaufspunkten sind gut sichtbare Hinweisschilder anzubringen, die klar auf die Abgabebeschränkungen aufmerksam machen.
Die EAV förderte die Durchführung von Alkoholtestkäufen, die sich als das wirksamste und kostengünstigste Instrument zur Einhaltung der Abgabebeschränkungen bewährt haben. Sie bot auch kostenlose Schulungsunterlagen für das Verkaufspersonal an.

### Ethanolimport
Die Aufgaben im Bereich des Importmonopols für Ethanol wurden bis Ende 2018 von der Alcosuisse AG wahrgenommen. Das Profitcenter mit Leistungsauftrag und Globalbudget belieferte die Schweizer Wirtschaft jährlich mit rund 40.000 t Ethanol. Bereits Mitte 2018 verkaufte der Bund Alcosuisse an die Thommen-Furler AG in Rüti bei Büren und beschloss die Aufhebung des Monopols und des Pflichtlagers auf Anfang 2019. Dazu wurde das Alkoholgesetz im Jahr 2016 entsprechend teilrevidiert.
In Folge der Covid-19-Pandemie kam es zu einem Mangel an Desinfektionsmitteln, da der Bund die Ethanolreserven nicht sichergestellt hatte. Das Parlament gab dem Bundesrat den Auftrag, wieder ein Pflichtlager für Ethanol einführen. Als Grundlage sieht der Bundesrat das Landesversorgungsgesetz (kurz: LVS; vgl. Wirtschaftliche Landesversorgung). Die Vernehmlassung dauert noch bis am 29. Juni 2021.
Um die Abhängigkeit der Schweiz zum Ausland zu vermindern, planen Alcosuisse und die Schweizer Zucker AG, Ethanol aus Zuckerrüben herzustellen. Die Produktion wurde im Juni 2022 aufgenommen.

## Organisation
Die EAV wurde 1887 aus der Taufe gehoben und gilt als die älteste Anstalt des Bundes. Sie verfügte ab 1900 über eine juristische Rechtspersönlichkeit. Sie führte dezentrale Kontrollen in der ganzen Schweiz durch.
Die EAV und ihr Profitcenter standen durch ihre vielseitigen Aufgaben mit mehr als 135'000 Firmen, landwirtschaftlichen Betrieben oder Privatpersonen in regelmässigem Kontakt.

### Restrukturierung
Anfang 2018 wurde die EAV in das Bundesamt für Zoll und Grenzsicherheit (BAZG) integriert. Seit der Integration sind die neuen Bereiche «Alkohol» und «Tabak- und Biersteuer» des Bundesamts für Zoll und grenzsicherheit mit Sitz in Delsberg (JU) für den Vollzug der Alkoholgesetzgebung zuständig. Eine Teilrevision des Alkoholgesetzes hat die dazu nötige gesetzliche Grundlage geliefert.
Der An- und Verkauf von Industriealkohol wurde ab 1998 an die spätere Aktiengesellschaft Alcosuisse ausgegliedert und soll vollständig privatisiert werden. Zwei Jahre später erfolgte eine alkoholpolitische Umorientierung, die wegführen soll von der Reduktion von Spirituosen zu einer marktorientierten Förderung von Edelbränden.

### Direktoren
- 1887–1922 Edmund Wilhelm Milliet
- 1922–1937 Carl Tanner
- 1937–1966 Otto Kellerhals
- 1966–1977 Viktor Kühne
- 1977–1989 Hans Müller-Dätwyler
- 1989–1996 Ernst Scheurer
- 1996–2008 Lucien Erard
- 2008–2012 Alexandre Schmidt
- 2012–2015 Fritz Etter
- 2015–2017 Stefan Schmidt (ad interim)

Quelle: Archiv für Agrargeschichte

## Geschichtlicher Hintergrund
Aufgrund von sozialen und wirtschaftlichen Problemen tranken viele Arbeiter in der zweiten Hälfte des 19. Jahrhunderts billigen Schnaps, auch Brönz genannt (Jeremias Gotthelf). Die schlechten Arbeitsbedingungen (lange Arbeitszeiten, schwere körperliche Tätigkeiten usw.) führten dazu, dass der Kartoffelschnaps bei den untersten Bevölkerungsschichten zur weit verbreiteten Droge wurde. Oft tranken Kinder, Frauen und Männer schon früh morgens als Ersatz fürs Essen oder als Betäubung für die Arbeit und Schule den hochprozentigen Schnaps. Die Kirche und andere soziale Gruppierungen befürchteten eine physische Verrohung der Arbeiterklasse. Der Kartoffelschnaps wurde zur Volksseuche, bekannt unter dem Namen Kartoffelschnapspest.